# Grünschnitt

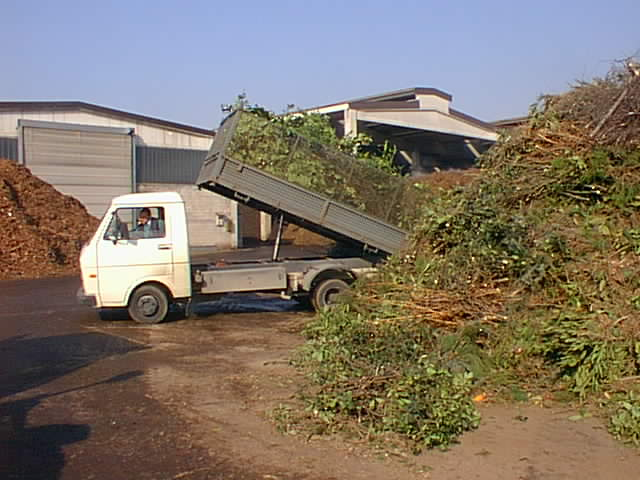
Zentrale Sammlung von Grünschnitt

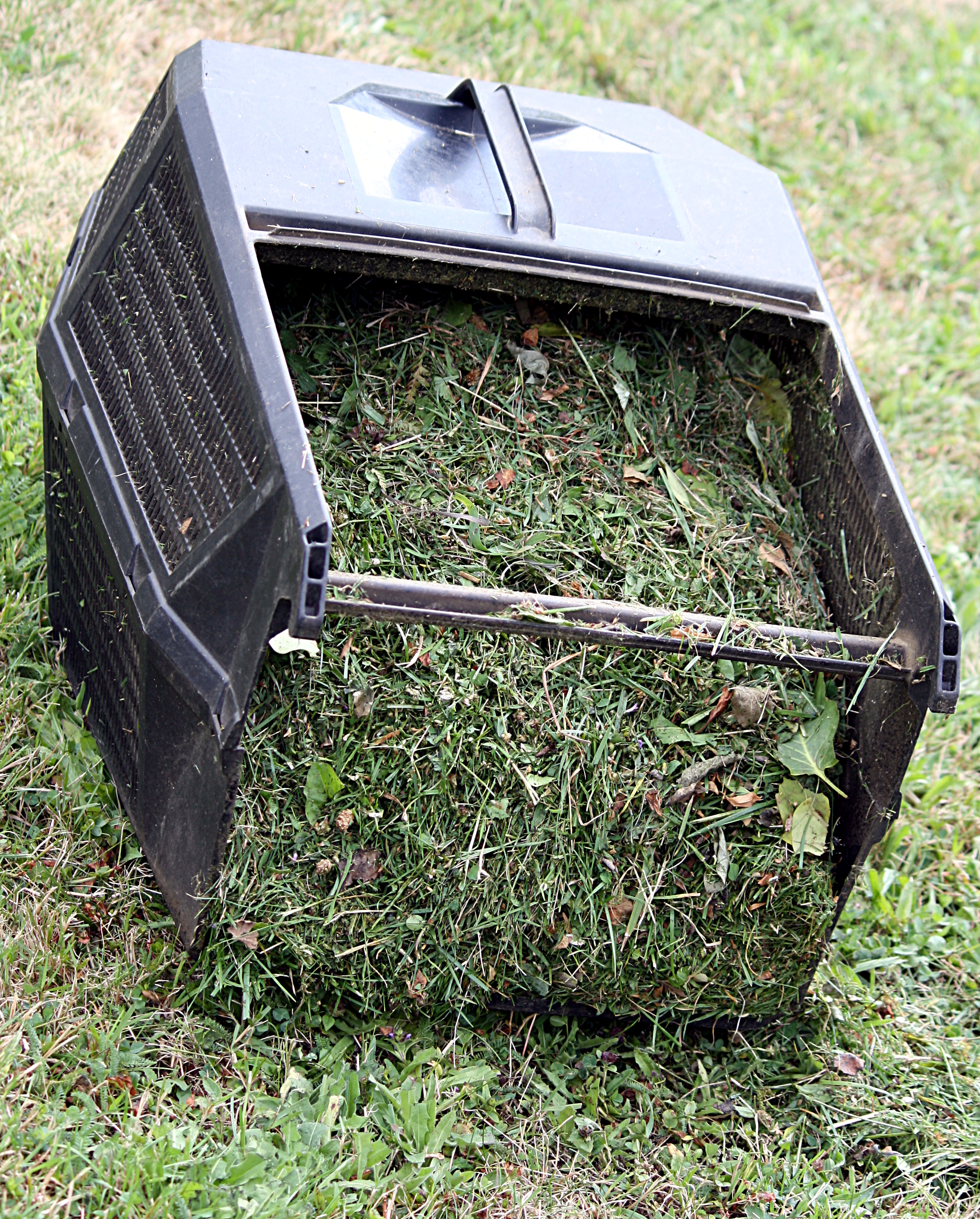
Rasenschnitt im Fangkorb eines Rasenmähers

Als Grünschnitt werden frisch geschnittene, wenig oder nicht verholzte Pflanzenreste bezeichnet, wie sie vielfach als Abfall beim Mähen oder beim Schnitt in der Garten-, Landschafts-, Straßenrand- und Waldpflege anfallen. Die Spanne der Pflanzen reicht von Gräsern und Kräutern über Grünsträucher bis hin zu Grünholz wie Astwerk mit einem hohen Anteil an Blättern (Laub) und saftführender Rinde (z. B. Waldrestholz oder Durchforstungsabfall). 

## Verwertung

### Stoffliche Verwertung
Als Rohstoff für die holzverarbeitende Industrie (Papierherstellung, Spanplattenherstellung etc.) ist Grünschnitt aufgrund des geringen Gehaltes an Lignin und Cellulosefasern schlecht geeignet.
Bei einigen wenig oder gar nicht verholzten Pflanzenarten ist die Nutzung als Grünfutter für die Tierhaltung möglich, teilweise nach Aufbereitung durch Trocknung oder als Silage. 
Die gebräuchlichste Nutzung von Grünschnitt ist die als Mulch (insbesondere bei stärker verholztem Zustand) oder als Bodenverbesserer/Dünger, letzteres zumeist bei wenig verholzten Pflanzen nach vorheriger Kompostierung. Wenn die Örtlichkeit dies zulässt, wird der Grünschnitt vielfach direkt dort, wo er anfällt, liegengelassen oder zerkleinert und wieder ausgestreut. Die Mengen, die auf diese Weise genutzt werden können, sind aber begrenzt.
Im städtischen Bereich wird Grünschnitt zumeist zentral gesammelt (über die Biotonne o. ä.) und in Kompostwerken verarbeitet.

### Energetische Verwertung
Die stärker verholzten und trockneren Anteile des Grünschnittes können zu Hackschnitzeln oder Schreddergut zerkleinert und ohne weiteres in Feuerungen von Biomasseheiz- oder -kraftwerken eingesetzt werden. Auch eine Weiterverarbeitung zu Holzpellets oder Restwertpellets ist möglich. Das in Kurzumtriebsplantagen gezielt angebaute Energieholz enthält beispielsweise einen relativ hohen Grünanteil.
Wenig verholzter Grünschnitt ist als Brennstoff schlecht geeignet, da er eine sehr hohe Feuchte und dadurch einen niedrigen spezifischen Heizwert aufweist und da er aufgrund des hohen Aschegehalts mit niedriger Erweichungstemperatur zur Verschlackung der Feuerung neigt. Auch sind Transport, Aufbereitung und Lagerung schwierig, so dass es in den Brennstoffsystemen der Feuerung vermehrt zu Störungen kommt. Eine Beimischung in begrenztem Umfang ist aber möglich.
Für eine energetische Verwertung insbesondere von wenig verholztem Grünschnitt kommt alternativ zur Verbrennung ein Einsatz als Substrat in Biogasanlagen in Frage.